# Jeanne Burgues-Brun
Jeanne Burgues-Brun, née le 10 février 1886 à Cognac et morte le 14 octobre 1970 à Paris, est une poétesse et romancière française connue sous les pseudonymes d'Yves Blanc ou de Jeanne-Yves Blanc.

## Biographie
Fille d'un professeur de lettres, Pierre-Antonin Brun, et nièce de Jean Charles-Brun, Jeanne Brun s'intéresse à la littérature, proposant des lectures de poèmes ou de pièces lors de la fête de son lycée ou de soirées données par des universités populaires. Elle fait partie des élèves les plus primées lors de sa dernière année de lycée. Admissible à l'École normale supérieure de Sèvres en section lettres en 1905, elle devient professeur de lettres, tout en commençant à écrire de la poésie. Elle se fiance en 1909, puis se marie le 27 décembre 1909, avec un médecin spécialiste d'oto-rhino-laryngologie de Montpellier, Georges Burgues.
En 1912, elle publie un premier roman intitulé Histoire de la maison de l'Espine, un roman historique à propos d'une famille noble du XVIIe siècle.
En 1915, elle commence une correspondance avec Guillaume Apollinaire en lui écrivant un quatrain, qu'il appellera par la suite pendant la guerre « son talisman. » Devenue sa marraine de guerre, elle le rencontre en 1917 à Paris, devant la fontaine des Médicis. Dans une lettre du 31 janvier 1918, il lui écrit qu'il trouve « absolument regrettable qu'[elle ait] adopté un pseudonyme masculin », elle adopte alors le pseudonyme Jeanne-Yves Blanc.
Son œuvre inclut plusieurs poèmes sur le Languedoc et le Roussillon, ainsi que des romans de littérature jeunesse. Son recueil de poèmes La Barque sur le sable est récompensé en 1927 par le prix littéraire de l'Aide aux femmes de professions libérales.
En 1935, elle entre à l'Académie des sciences et lettres de Montpellier, dont elle sera membre jusqu'à son décès en 1970 à Paris.
Le 24 mai 1936, elle reçoit à Perpignan, lors des fêtes littéraires du Genêt d'or, la croix d'officier de l'ordre du grand-duc Gediminas des mains du président de la Lituanie, en récompense notamment de ses poèmes sur ce pays.

## Œuvres

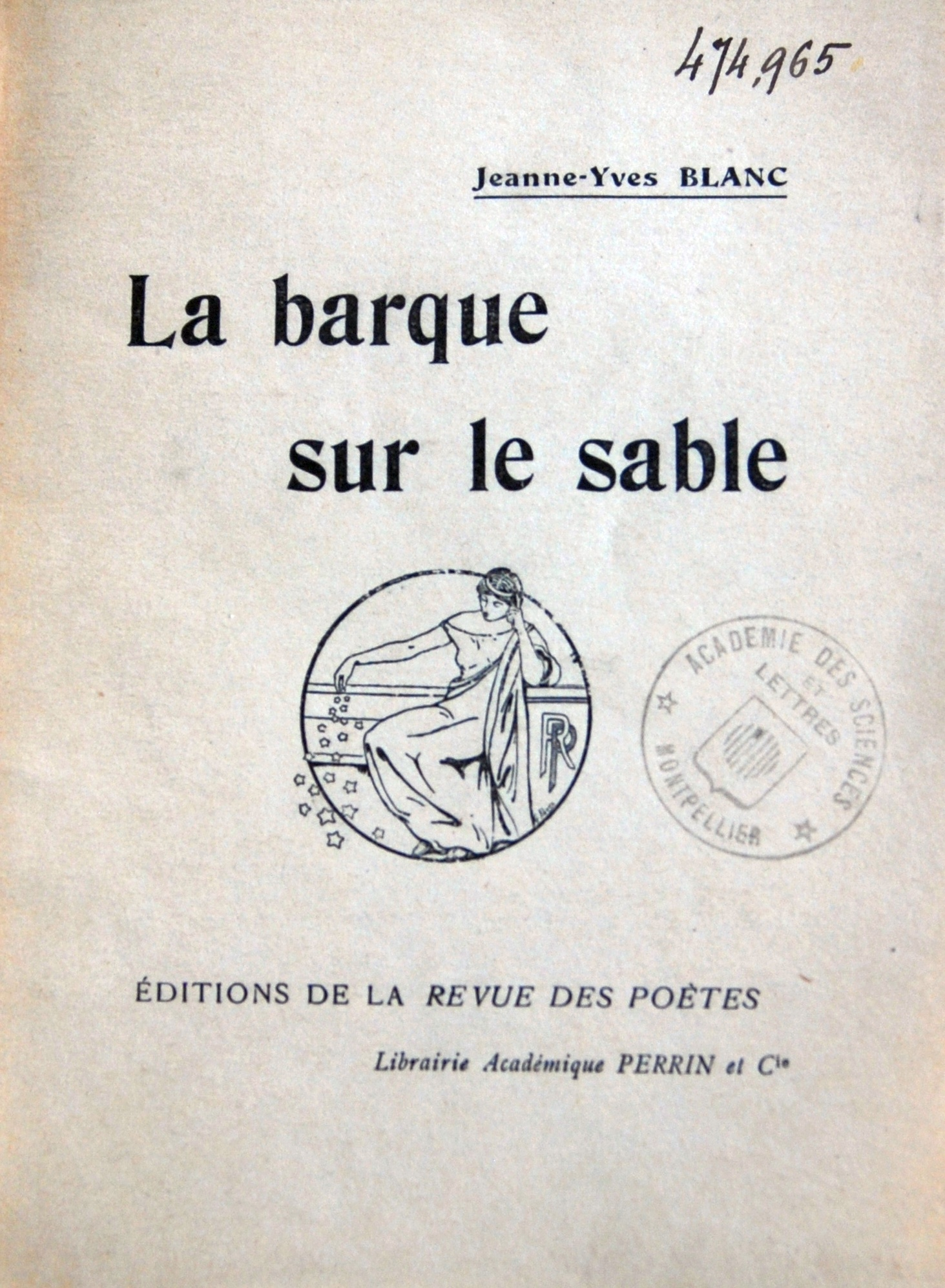
Couverture du recueil La Barque sur le sable de Jeanne-Yves Blanc

### Romans
- Yves Blanc, Histoire de la maison de l'Espine, Paris, H. Daragon, 1912 (BNF 31822753)
- Jeanne-Yves Blanc, Le Chemin hors des vignes, Paris, Gedalge, coll. « Aurore », 1931 (BNF 31822573)
- Jeanne-Yves Blanc, Mystère à Montségur, Paris, Gedalge, coll. « Aurore », 1958

### Récit de voyage
- Jeanne-Yves Blanc, Images de Lithuanie, Paris, librairie Chanth, 1938 (BNF 31822577)

### Recueils de poèmes
- Yves Blanc, Le Long de la route, Paris, La Belle édition, 1919 (BNF 35361224)
- Yves Blanc, Petits poèmes du terroir languedocien, Montpellier, Imprimerie de L'Économiste méridional, 1921 (BNF 31822754)
- Jeanne-Yves Blanc, La Barque sur le sable, Paris, Éditions de la Revue des poètes, 1927 (BNF 31822572)
- Jeanne-Yves Blanc, Corbeille de septembre, Paris, Les Gémeaux, 1933 (BNF 31822574)
- Jeanne-Yves Blanc, Octave, Montpellier, Compagnie des écrivains méditerranéens, 1948 (BNF 31822578)

### Lettres
- Lettres reçues par Guillaume Apollinaire, Édition de Victor Martin-Schmets, Honoré Champion, 2018, tome 1, p. 270-283